# Hovhannes Tcholakian
Hovhannes Tcholakian (ur. 12 kwietnia 1919 w Konstantynopolu; zm. 16 września 2016) – ormiański duchowny katolicki, archieparcha Konstantynopola.

## Życiorys
Święcenia kapłańskie przyjął 25 kwietnia 1943. 16 stycznia 1967 został mianowany ordynariuszem archieparchii Konstantynopola. Sakry udzielił mu 5 marca 1967 kardynał Grzegorz Piotr XV Agadżanian, prefekt Kongregacji ds. Ewangelizacji Narodów.